# 2. HMNL 2001./02.
Druga hrvatska malonogometna liga za sezonu 2001./02. Sastojala se od četiri skupine, a sudjelovalo je 26 klubova. 

## Ljestvice

### Istok
| mj | klub                 | ut | pob | ner | por | gol+ | gol- | bod     |
| -- | -------------------- | -- | --- | --- | --- | ---- | ---- | ------- |
| 1. | Šilo Osijek          | 10 | 9   | 0   | 1   | 76   | 31   | 27      |
| 2. | Sokol Vinkovci       | 10 | 7   | 0   | 3   | 48   | 30   | 21      |
| 3. | Đakovo               | 10 | 5   | 0   | 5   | 49   | 46   | 14 (-1) |
| 4. | Virovitica           | 10 | 4   | 0   | 6   | 65   | 55   | 12      |
| 5. | Unitas Nova Gradiška | 10 | 4   | 0   | 6   | 40   | 50   | 12      |
| 6. | Požega 2000          | 10 | 1   | 0   | 9   | 42   | 106  | 3       |

 Izvori: 

 Hrvatski športski almanah 2002/2003

### Jug
| mj                | klub                    | ut | pob | ner | por | gol+ | gol- | bod |
| ----------------- | ----------------------- | -- | --- | --- | --- | ---- | ---- | --- |
| 1.                | Torcida Split           | 13 | 9   | 1   | 3   | 80   | 45   | 28  |
| 2.                | AŠD Zlatko Celent Split | 13 | 9   | 0   | 4   | 64   | 42   | 27  |
| 3.                | Kijevo Karl Dietz       | 13 | 7   | 1   | 5   | 58   | 60   | 22  |
| 4.                | Elektroprijenos Split   | 13 | 6   | 0   | 7   | 59   | 50   | 18  |
| 5.                | Solin Konoba Tomić      | 13 | 5   | 2   | 6   | 65   | 65   | 17  |
| 6.                | Staševica               | 13 | 3   | 2   | 8   | 39   | 67   | 11  |
| 7.                | Trogir                  | 13 | 3   | 0   | 10  | 47   | 81   | 9   |
|                   | Narona Metković         | 7  | 4   | 0   | 3   | 33   | 35   | 12  |
|                   |                         |    |     |     |     |      |      |     |
| "Narona" odustala |                         |    |     |     |     |      |      |     |

 Izvori: 

 Hrvatski športski almanah 2002/2003

### Zapad – podskupina Središte
| mj                 | klub                      | ut | pob | ner | por | gol+ | gol- | bod |
| ------------------ | ------------------------- | -- | --- | --- | --- | ---- | ---- | --- |
| 1.                 | Novi Marof                | 10 | 9   | 0   | 1   | 54   | 30   | 27  |
| 2.                 | Telekom Zagreb            | 10 | 4   | 2   | 4   | 45   | 38   | 14  |
| 3.                 | Automobil Lončar Varaždin | 10 | 4   | 1   | 5   | 42   | 43   | 13  |
| 4.                 | Glama Brijeg Zagreb       | 10 | 4   | 1   | 5   | 47   | 52   | 13  |
| 5.                 | Veterani Karlovac         | 10 | 2   | 1   | 7   | 32   | 61   | 7   |
|                    | Prigorac Jastrebarsko     | 10 | 4   | 1   | 5   | 38   | 34   | 13  |
|                    |                           |    |     |     |     |      |      |     |
| "Prigorac" odustao |                           |    |     |     |     |      |      |     |

 Izvori: 

 Hrvatski športski almanah 2002/2003

### Zapad – podskupina Zapad
| mj | klub                             | ut | pob | ner | por | gol+ | gol- | bod |
| -- | -------------------------------- | -- | --- | --- | --- | ---- | ---- | --- |
| 1. | Lika Šport (Gospić – Lički Osik) | 10 | 7   | 1   | 2   | 89   | 62   | 22  |
| 2. | Albona Labin                     | 10 | 7   | 0   | 3   | 68   | 51   | 21  |
| 3. | Rab                              | 10 | 6   | 1   | 3   | 77   | 60   | 19  |
| 4. | Kastav                           | 10 | 5   | 0   | 5   | 65   | 55   | 15  |
| 5. | Potpićan 98                      | 10 | 3   | 2   | 5   | 70   | 69   | 11  |
| 6. | Puls Gospić                      | 10 | 0   | 0   | 10  | 51   | 113  | 0   |

 Izvori: 

 Hrvatski športski almanah 2002/2003

### Doigravanje za prvaka 2. HMNL
za prvaka skupine "Zapad"
| Novi Marof |  | – |  |  | Lika Šport (Gospić – Lički Osik) |  |  | 9:4, |  | 8:4 |  |

Mini-liga za prvaka 2. HMNL
| mj | klub          | ut | pob | ner | por | gol+ | gol- | bod |         |
| -- | ------------- | -- | --- | --- | --- | ---- | ---- | --- | ------- |
| 1. | Novi Marof    | 2  | 1   | 1   | 0   | 9    | 8    | 4   | 1. HMNL |
| 2. | Šilo Osijek   | 2  | 1   | 0   | 1   | 12   | 10   | 3   |         |
| 3. | Torcida Split | 2  | 0   | 1   | 1   | 7    | 10   | 1   |         |

 Izvori: 

 Hrvatski športski almanah 2002/2003

## Unutrašnje poveznice
- 1. HMNL 2001./02.
- Hrvatski kup 2001./02.